# Terray Barnabás
Terray Barnabás (Apatin, 1919. december 18. – Veszprém, 1991. június 24.) irodalom szakos szaktanár, Kölcsey Ferenc-kutató, főiskolai oktató, szakterülete a neveléselmélet és pedagógiatörténet, a Terray család kutatója.

## Életpályája
Szülei Terray Gyula (Ózd, 1879. november 22. – Miskolc, 1940. január 31.) erdőmérnök és Merényi Laura (Tótsóvár, 1891. június 14. – Budapest, 1979. április 16.). Öt gyermekük született, a negyedik volt Terray Barnabás, aki 1933-tól a miskolci Református Gimnáziumban tanult és ott érettségizett kitűnő eredménnyel 1938-ban. Ebben az évben kántori oklevelet is szerzett.
1938 és 1940 között a Diósgyőri Gépgyárban nevelő szolgálatot látott el. 1941-től próbaszolgálatos tanító, majd 1943-tól rendes tanító volt Tiszafüreden a Filagóriai tanyasi általános iskolában (ma Górés tanya). 1942-től katonai szolgálatot teljesített, majd 1945-ben szovjet fogságba (Horn fogolytábor) került.
1945-ben Romániából szerencsésen megszökött és hazatért. 1951-ben általános szaktanári végzettséget szerzett. 1952–1954 között a Lenin Intézetben levelező tagozaton tanult és 1955-ben orosz nyelv és irodalom szakos középiskolai tanár lett. 1945 és 1952 között több iskolában tanított, 1945-ben Tiszaigarban a református népiskolában, 1946-ban Zsadányban az orosi-pusztai állami népiskolában, 1947-ben Szentesen az állami általános iskolában 1952-ig. Majd 1952. szeptember 15-től 1955. október 1-ig és 1957. március 16-tól július 31-ig az Egri Pedagógiai Főiskola Gyakorlóiskolájában mint tanár, 1955. október 1-től 1957. március 16-ig a Pedagógiai Főiskolán mint adjunktus működött, de 1956-os forradalmi tevékenysége miatt 1957-ben innen eltávolították.

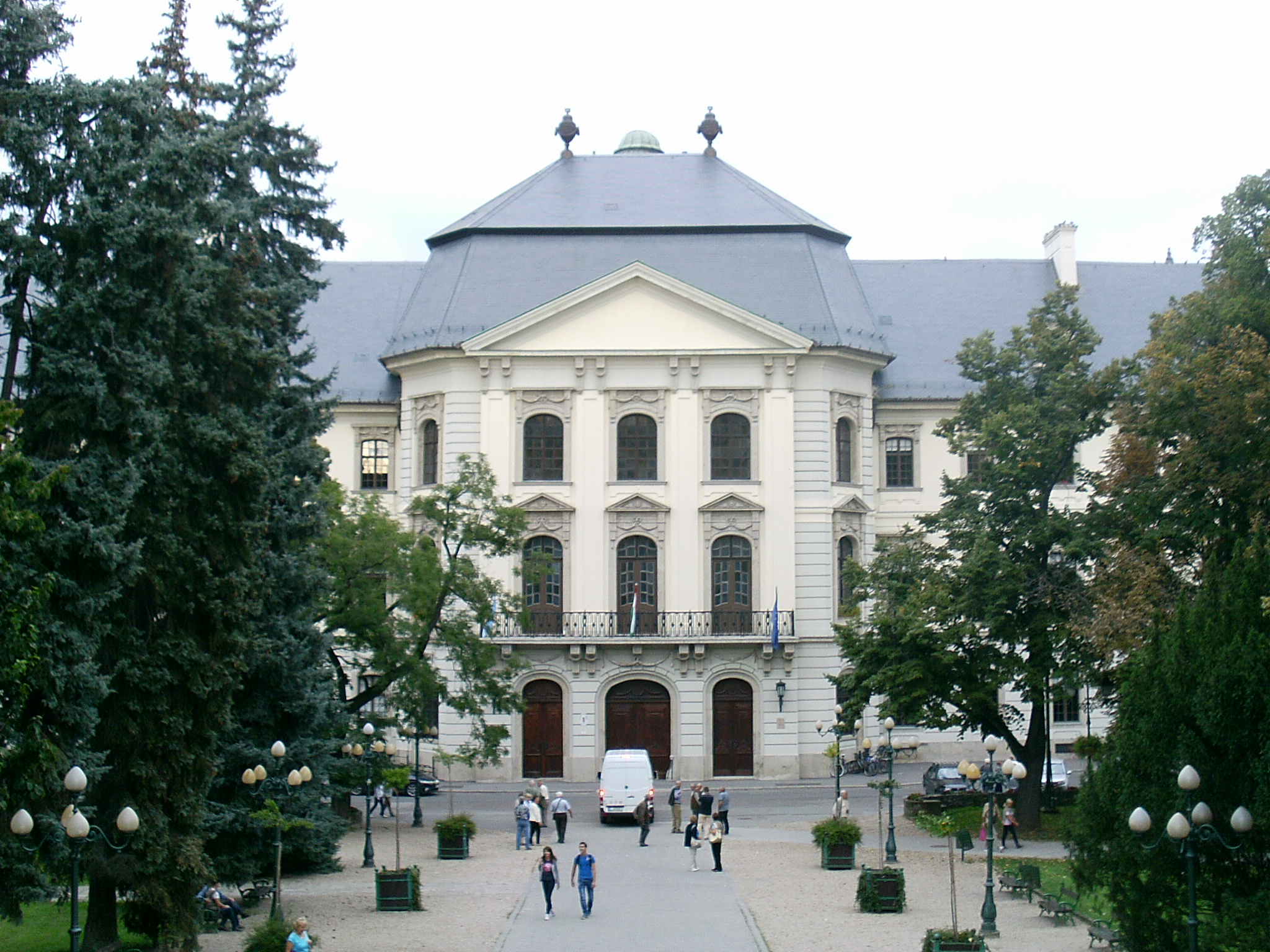
Az egri Líceum (ma az Eszterházy Károly Katolikus Egyetem főépülete) főhomlokzata. Itt tanított 1955-1957 között.

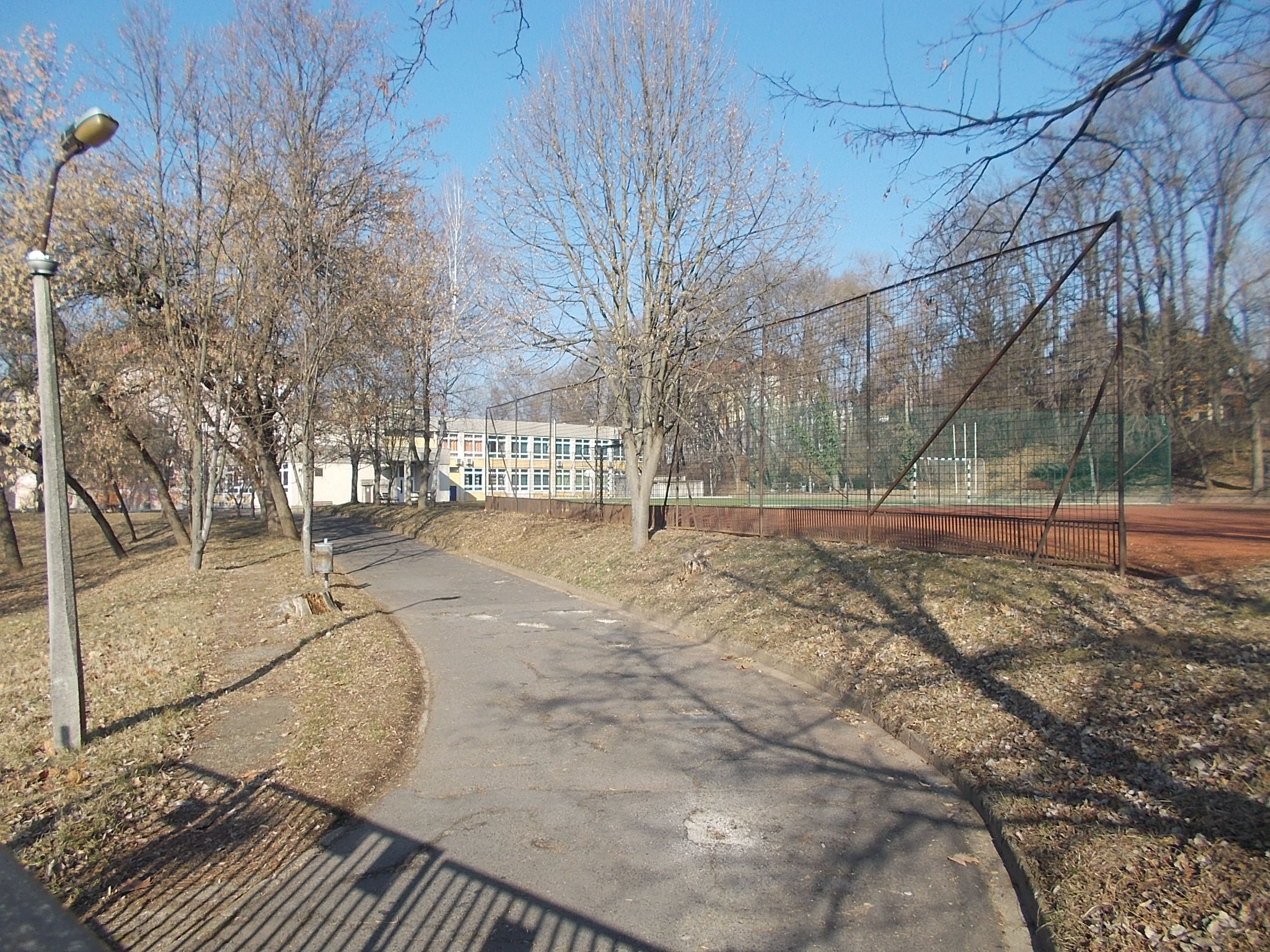
Aszódon tanított a Petőfi Gimnáziumban 1959-1964 között. Az egykori latin iskola illetve Petőfi evangélikus gimnázium illetve Egykori Főgimnázium (Schulek János műépítész tervei alapján készült 1929-1931-ben

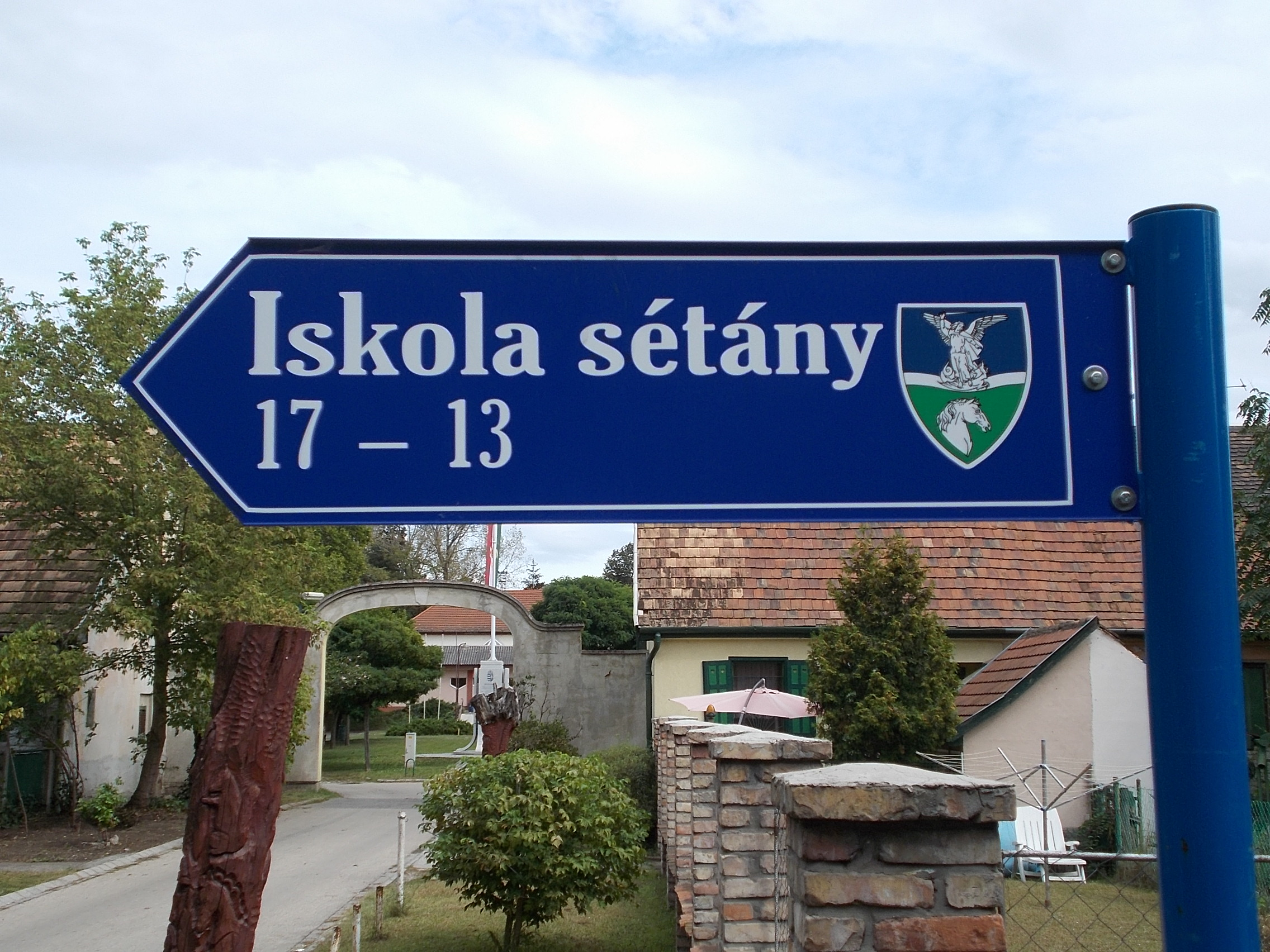
1964-1979 között Dunakesziin a Gimnáziumban tanított.

Segédmunkásként dolgozott az Észak-magyarországi Papír- és Irodaszerértékesítő Vállalatnál 1957. július 23-tól Miskolcon. Később családjával Gödöllőre költözött, majd 1957. szeptember 1-től Kartalon az Általános Iskolában, és 1959–1964 között Aszódon tanított a Petőfi Gimnáziumban. Szegeden a József Attila Tudományegyetem magyar nyelv és irodalom szakon újabb diplomát szerzett és 1966-ban bölcsészdoktorrá avatták.
1964. augusztus 1-én Dunakeszire a Gimnáziumba került középiskolai tanárnak. 1983-ban adják át Banktelephez legközelebb eső Általános Iskolát és Gimnáziumot. Általános iskolai részbe az 1. számú Általános iskola diákjai kerültek, amíg az felújítás alatt állt. 1985. március 15-én Dunakeszi Gimnázium felvette Radnóti Miklós nevét.
1979-ben nyugdíjba ment, később Veszprémbe költözött. Tudományos munkásságát 1959-ben kezdte meg, az Evangélikus Országos Levéltárban Sólyom Jenő (1904–1976) evangélikus lelkész, egyetemi tanár az EOL tudományos munkatársa, majd vezetője segítette. 1942-ben Miskolcon nősült, felesége Tamás Iréne Ilona (1920–1981) volt. Egy leányuk és két fiuk született.

## Tudományos munkássága és fontosabb publikációi
Tanulmányokat írt Terray Károlyról és több neveléstörténeti tanulmánya jelent meg, pl. a Magyar Pedagógia 1968/1 számában. A Könyv és Nevelés 1981. 3. számában stb. Böröcz Enikő ezt írta: „1959-től az Evangélikus Országos Levéltár leggyakoribb látogatója, később pedig (1971) úgynevezett ,,külső munkatársa" Terray Barnabás (1919-1991) középiskolai tanár, pedagógia-történész volt. Sólyom Jenő fordította Terray Barnabás figyelmét a 18. és 19. századi evangélikus nevelés történetének az irányába. Terray Barnabás evangélikus nevelésről írott három munkájának a kéziratát őrzi a levéltár. Ezek a következők: a Miskolci Evangélikus Gimnázium története (1783–1885), a Miskolci Evangélikus Tanítóképzőről írt munkája (1920–1952), és a Selmecbányai Lyceum nevelői hatásáról írott műve (Petőfi, Mikszáth és tanáraik). Foglalkozott az első levéltárosnak, Schedius Lajosnak a munkásságával is. Sólyom Jenő sok segítséget adott neki a kutatásaihoz. Terray Barnabás úgy emlékezett vissza rá, hogy Ő volt az én mentorom". Terray Barnabás háláját Sólyom Jenő iránt azzal is kimutathatta, hogy hónapokon keresztül dolgozott személyi hagyatékán.
A Magyar Pedagógiai Társaság 1967-ben tagjai sorába felvette. Terray Barnabást az állambiztonság figyelte, igen egyszerű dolguk volt, mert ebben az időben az összes egyház püspöke III/III-as ügynök volt. Pl.: az evangélikus egyházban Káldy Zoltán püspök (1958–1967) és Ottlyk Ernő (Fedőneve: „Szamos László”) püspök (1967–1982). Ottlyk Ernő visszaélt Terray Barnabás jóhiszeműségével, aki nem tudta, hogy bizalmas információit egy III/III-as ügynöknek mondta el. ÁBTL iratok, Tolna-31-147/5. „Szamos László” jelenti: „Terrai Barna (Terray Barnabás) az egyházi levéltárból kimásolta és kijuttatta az Ordass püspök levéltárának bizalmas iratait. Terray Barnabás nyugdíjas pedagógus, Terray László disszidált evangélikus pap testvére. Terray László norvég pap, az egyházi emigráció egyik vezetője. Nagy befolyása van a Lutheránus Világszövetségben. A sajtóban és a SZER (Szabad Európa Rádió) adásaiban Káldy Zoltánt támadja. Terray László könyvet írt Káldy Zoltán ellen, ebben a munkájában Terrai Barna segítette.” Terray Barnabás az 1970-es évek elején folytatta édesapja Terray Gyula családfa kutató munkáját és elkészítette a Terray, Reuss, Schulek és más rokonok családfáit.
Terray Barnabás 25 tanulmányt publikált, többek között:
- Ne buktassunk az általános iskola V. osztályában. Köznevelés. 1950
- Terray Barnabás – Kardos Győző: Magyar nyelven előadott tárgyak Aszódon Petőfi tanulmányai idején. Múzeumi Füzetek, Aszód, 1964. 40-50.
- Aszód környékének iskolái 1711-ben. Múzeumi Füzetek, Aszód, 1966. 65-71.
- Adatok Kölcsey és a pozsonyi tanulóifjuság kapcsolatához. Irodalomtudományi Közlemények. 1966. 3-4. sz. 418-423.
- Kármán József iskolaéveiről. Köznevelés. 1966. 342-343.
- Egy érdekes ritkaság. Rezik Gymnasiologiája. Könyv és Nevelés. 1969. 3. sz. 19-22.
- Az aszódi közös iskoláról. Aszód, 1968.
- Kincset érő kéziratok. Köznevelés, 1969 (25. évfolyam, 1-24. szám), 1969-10-03 / 19. szám[7]
- Köznevelés 1969. január-december I-II. Ács Pál, Adamik Tamás, Ancsel Éva, Babodi Béla, Baka János, Terray Barnbás. Ifjúsági Lapkiadó Vállalat. 1969.
- Könyv és Nevelés 1970. 2. kötet. Bakos József, Ebergényi Tibor, Jároli József, Károlyi Ágnes, Katsányi Sándor, Terray Barnabás. Tankönyvkiadó Vállalat. 1970
- Neveléstörténeti tanulmányok. Antall József, Arató Ferenc, Bajkó Mátyás, Bereczki Sándor, Berencz János, Terray Barnabás. Magyar Pedagógiai Társaság. 1970
- Terray Barnabás: A selmeci lyceum nevelő hatása (Petőfi, Mikszáth és társaik) In.: Adatok a népoktatás egységes elveinek kialakulásáról. A Schedius-féle Systema keletkezése és népoktatási vonatkozásai. In: Köte Sándor szerk., 1970. 67–97.
- Comenius szülőföldje. Élet és Tudomány. 1970-08-28/ 35. szám[8]
- A felvidéki gimnáziumok művelődési szerepe. Pedagógiai Szemle, 1975. július-december (25. évfolyam)1975-07-01 / 7-8. szám[9]
- Horváth István – Terray Barnabás: A Metternich-rendszer támadása az irodalmi diáktársaságok ellen a soproni Magyar Társaságban előadott művek nyomán. Soproni Szemle, 1980 (34. évfolyam, 1-4. szám) 1980 / 2. szám[10]
- Terray Barnabás. Fordította és az utószót írta. Schedius Lajos János (1768-1847): Systema rei scholasticae evangelicorum Augustanae Confessionis in Hungária =Az ágostai hitvallású evangélikusok iskolaügyének rendszere Magyarországon. A magyar neveléstörténet forrásai/7. Országos Pedagógiai Könyvtár és Múzeum. (OPKM). Budapest, 1992. 69.

## Jelentések Terray Barnabásról az ÁBTL-ben
ÁBTL: Tolna (megye)-31-147/5. Terrai Barna (Terray Barnabás) az egyházi levéltárból kimásolta és kijuttatta Ordass püspök levéltárának bizalmas iratait. Terray Barnabás nyugdíjas pedagógus, Terray László disszidált evangélikus pap testvére. Terray László norvég pap, az egyházi emigráció egyik vezetője. Nagy befolyása van a Lutheránus Világszövetségben. A sajtóban és a SZER (Szabad Európa Rádió) adásaiban Káldy Zoltánt támadja. Terray László könyvet írt Káldy Zoltán ellen, ebben a munkájában Terrai Barna segítette.
ÁBTL. 3.1.2. M-32404/3 Szamosi László. („Szamosi László” – a VI. karton alapján az ügynök Dr. Ottly Ernő evangélikus püspök 1967–1982 volt.)
Jelentés. 1964 I 30.-án Koren Emil esperes megmutatta a Múzeumi Füzetek 1. számát, amely a Petőfi Múzeum anyagáról szólt. Cikket írt Petőfiről Terray Barnabás aszódi gimnáziumi tanár, akinek testvére Terray László, az Útitárs szerkesztője, valamint cikket írt Solyóm Jenő volt teológiai tanár is. Korennel közöltem, hogy Terray Barnabást felkértem írjon a Lelkipásztorba egy cikket, a Petőfi kutatásaival kapcsolatban.
Budapest 1964 II. 3. „Szamosi” meghívta Terray Barnabást azért, hogy kiderítse, milyen kapcsolatban áll Terray Lászlóval. Terray Barnabást régóta ismerem, katonai reáliskolába járt, majd tanár lett. Öccsével, Terray Lászlóval bizonyára kapcsolatot tart fenn. Sólyom Jenőt reakciós magatartása miatt el kellett távolítani a Teológiai Akadémiáról. Ezek az elemek (!) összefognak, Koren meg propagálja őket. Varga Jenő véleménye Koren Emil szoros kapcsolatban van Terray Barnabással, akinek testvére Terray László, aki meg dr. Prőhle Károly dékánnal tartja a kapcsolatot. Az Útitárs sértette az Állam és az Egyház jó viszonyát.
Jelentés 1964 III 16. „Szamosi” jelenti: Vendégül láttam Terray Barnabás aszódi gimnáziumi tanárt, akinek testvére Terray László, az Útitárs szerkesztője. Koren ajánlotta, hogy kérjek cikket Koren ükapjáról Koren Istvánról a Lelkipásztor számára. Terray Barnabás elmondta, hogy testvérével Lászlóval jó kapcsolatban van, anyjuk már egyszer volt Norvégiában, sok üzenetet vitt Magyarországról, újra készül kimenni. (Látható, hogy Terray Barnabás amikor Ottlyk Ernő püspökkel beszélgetett, nem tudta, hogy egy beépített ügynökkel társalog, aki azért ajánlotta a publikálási lehetőséget, hogy Terray Lászlóról információkat szerezzen.)
ÁBTL-2.7.1. – NOIJ. Dosszié jelzete NOIJ karton Tarnai-Terzi. Dosszié tárgya NOIJ névmutató kartonok 65. Célszemély Terrai Barna. Preizinger Lajos rendőrnagy értékelő tiszt. Eigner György rendőr alezredes, a Tolna megyei főkapitány állambiztonsági helyettese. Ennek alapján a BM Állambiztonsági miniszteri titkárság részére napi operatív információs jelentés készült.
45/78/10/147/1986. Ideológiai politikai diverzió. A korábban leírtakat ismétli meg, az információ forrása megbízható, ellenőrzött, tartalma részben ellenőrzött. Intézkedés felterjeszteni a miniszter elvtársnak. (az iratokból az derült ki, hogy a Terray Barnabás fénymásoló munkájáról több ügynök jelentett, az egyik valószínű a Levéltárban dolgozott). Az ügyet annyira fontosnak tartották, hogy a miniszternek is jelentettek, aki Kamara János volt 1985-87 között.